# Giovanni Martino Spanzotti

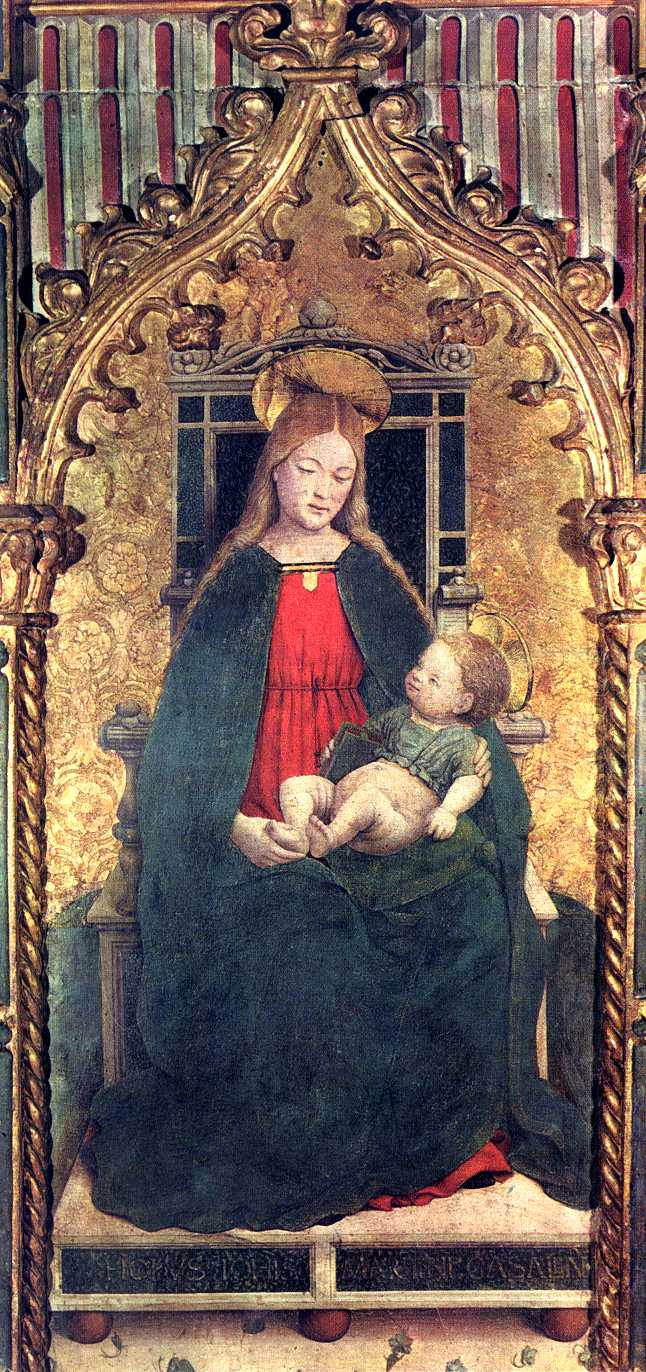
Virgem e Menino entronados

Giovanni Martino Spanzotti (1455 — 1528) (Gian Martino Spanzotti) foi um pintor italiano do final do Quattrocento e começo da Renascença na Lombardia.
Nascido em Casale Monferrato e morto em Chivasso, pouco se sabe sobre sua biografia. Fazia parte de uma família de pintores de Varese. Aparentemente aprendeu a arte com seu pai, Pietro. Teve contatos com a obra de Francesco del Cossa e outros. Outras influências são Zanetto Bugatto e Vincenzo Foppa. Spanzotti trabalhou entre 1480 e 1498 no Piemonte, Casale Monferrato e Vercelli. 
Seus alunos foram il Sodoma e Defendente Ferrari.